# Maiden Voyage
Albums de Herbie Hancock
Empyrean Isles
(1964) Blow-Up (Bande originale du film)
(1966)
Maiden Voyage est le cinquième album du pianiste et compositeur de jazz américain Herbie Hancock enregistré le 17 mai 1965 par Rudy Van Gelder pour le label Blue Note.
Cet album fait partie des « 100 enregistrements historiques » selon Jamey Aebersold (en) et des « 50 incontournables du jazz » selon Arte.

## Historique
Herbie Hancock n'est âgé que de 25 ans lorsque parait son cinquième album. C'est le troisième depuis qu'il fait partie du quintet de Miles Davis qui sortira son premier disque studio, ESP, en novembre. On retrouve sur Maiden Voyage la rythmique du second grand quintet de Miles Davis : Ron Carter à la basse et Tony Williams à la batterie. George Coleman, qui en 1963 et 1964 joua également avec Davis, est au saxophone ténor, et Freddie Hubbard à la trompette.
Les morceaux sont tous composés par Hancock pour un album-concept où tous les titres semblent être liés. Le titre éponyme est devenu un standard de jazz, plus planant et intemporel que les morceaux enregistrés précédemment.
Cet album est souvent considéré comme le meilleur d'Herbie Hancock pendant les années 60, atteignant un équilibre parfait entre hard bop accessible, lyrique et aventureux, grâce aux compositions très mélodiques d'Herbie et au jeu collectif intelligent et spontané.

## Titres
Toute la musique est composée par Herbie Hancock.
| No | Titre                    | Durée |
| -- | ------------------------ | ----- |
| 1. | Maiden Voyage            | 7:53  |
| 2. | The Eye of the Hurricane | 5:57  |
| 3. | Little One               | 8:43  |
| 4. | Survival of the Fittest  | 9:59  |
| 5. | Dolphin Dance            | 9:16  |

## Musiciens
- Freddie Hubbard — Trompette
- George Coleman — Saxophone ténor
- Herbie Hancock — Piano
- Ron Carter — Contrebasse
- Tony Williams — Batterie